# Doctrina McNamara
En 1962, la Doctrina McNamara (també anomenada "Doctrina de resposta gradual") va ser la línia geopolítica triada pel govern dels Estats Units en matèries d'estratègia nuclear, i que implicava el recurs progressiu i adaptat a les armes de destrucció massiva.

## Context
A partir de 1962, Robert McNamara, secretari d'Estat en la nova Administració demòcrata del president John F. Kennedy, va voler apartar-se de la Doctrina Dulles, que era la que es trobava anteriorment en vigor respecte de la política exterior nord-americana, coneguda també com a Doctrina de les represàlies massives.
En el cas que la dissuasió nuclear fracassés enfront de la Unió Soviètica i els seus aliats, la nova doctrina, rebutjant una estratègia nuclear apocalíptica, cercava un mitjà per a prosseguir les negociacions amb l'objectiu de posar fi al conflicte, fins i tot si això tenia lloc després d'una primera utilització de l'armament nuclear.

## Fonaments
En cas d'un atac limitat de la Unió Soviètica i del Pacte de Varsòvia a Europa, l'objectiu de la nova doctrina dissenyada per McNamara era el d'evitar la utilització immediata de tot l'arsenal nuclear nord-americà com a resposta a l'agressió.
Malgrat això, per a la Unió Soviètica la nova doctrina tenia igualment el significat de posar de manifest la determinació dels Estats Units per a la utilització del seu armament nuclear ja no només com a instrument de dissuasió, sinó també com un mitjà de destrucció, en cas necessari.
Per la seva banda, els aliats europeus dels Estats Units, membres de l'Organització del Tractat de l'Atlàntic Nord, van veure que la nova doctrina presentava igualment un risc de desacoplament entre els interessos dels Estats Units i els de l'Europa occidental, ja que en cas d'invasió per part de l'Exèrcit Roig a la República Federal Alemanya els Estats Units semblaven privilegiar la decisió de no posar en perill ni el seu propi territori ni la seva pròpia població, amb la qual cosa estarien disposats a abandonar a la seva sort als aliats europeus, rebutjant venir en ajuda dels mateixos mitjançant la utilització del seu armament nuclear en cas d'una invasió procedent del Pacte de Varsòvia.